# John T. Dunlap
John Timothy Dunlap (Ottawa, 16 de abril de 1957) es el Gran Maestre y jefe de la Soberana Orden Militar de Malta desde el 13 de junio de 2022. Es abogado y miembro del Consejo Soberano de la Soberana Orden Militar de Malta.

## Educación y Carrera
Dunlap nació en Ottawa, Canadá. Obtuvo una Licenciatura en Artes en la Universidad de Ottawa y un Doctorado en Jurisprudencia de la Universidad de Ontario Occidental. También estudió en la Universidad de Niza.
Dunlap fue admitido en el Colegio de Abogados del Estado de Nueva York y en el Colegio de Abogados de Ontario. En 1986 se unió a la firma legal de Nueva York Dunnington, Bartholow & Miller. Se especializa en derecho corporativo y de inmigración. Es asesor legal del Observador Permanente de la Santa Sede ante las Naciones Unidas.

## Orden de Malta
Dunlap fue admitido como Caballero de Gracia Magistral de la Orden de Malta en 1996. Profesó votos temporales como Caballero de Justicia en 2004. El 7 de junio de 2008 profesó votos perpetuos como Caballero de Justicia en la Iglesia de San José en Greenwich Village. En 2006 fue elegido primer regente, o superior religioso, del Subpriorato de Nuestra Señora de Lourdes, que está compuesto por caballeros de primera y segunda clase miembros de la Asociación Americana y la Asociación Federal.
En mayo de 2014, Dunlap fue elegido por un período de cinco años como miembro del Consejo Soberano. También se desempeña como presidente del Comité de las Órdenes de San Juan, establecido como un organismo de colaboración entre la Orden de Malta y las cuatro órdenes no católicas de San Juan.

### Lugarteniente de la Orden
El 13 de julio de 2022, el papa Francisco anunció el nombramiento de Dunlap como nuevo lugarteniente de la Orden de Malta.

## Actividades caritativas
Dunlap es presidente emérito del Canadian Club of New York, vicepresidente de la Royal Conservatory of Music Foundation (Toronto), miembro del consejo de administración de la Universidad John Cabot (Roma) y presidente de Friends of the Certosa di Capri (Italia).